# بافيل كولوبكوف
بافيل أناتوليفيتش كولوبكوف (بالروسية: Павел Анатольевич Колобков؛ مواليد 22 سبتمبر 1969) هو مبارز سيف مُعتزل روسي (وسوفييتي سابقًا). فاز بميدالية ذهبية واحدة واثنتين فضيتين وثلاث ميداليات برونزية في خمس دورات أولمبية من عام 1988 إلى عام 2004.  عمل كولوبكوف ممثلًا لروسيا لدى الوكالة العالمية لمكافحة المنشطات حتى عام 2015 عندما أعلنت الوكالة أن الوكالة الروسية لمكافحة المنشطات غير متوافقة، وتم منعه من العمل كممثل لدى الوكالة. شغل منصب وزير الرياضة الروسي من عام 2016 إلى عام 2020، عندما أقاله الرئيس بوتين من منصبه. كما شغل سابقًا منصب نائب وزير الرياضة الروسي وكذلك نائب وزير الرياضة والسياحة وسياسة الشباب الروسي.

## وصلات خارجية
- Interview على موقع واي باك مشين (نسخة محفوظة 18 July 2006)
- الملف الشخصي لبافيل كولوبكوف